# اندیس سیاسترگی۳
سیاسترگی۳ یک اندیس فلزی است که در حوالی شهر سیاستراگی استان سیستان و بلوچستان قرار دارد و مادهٔ معدنی موجود در آن، مس است.  